# Fafhrd y el Ratonero Gris
Fafhrd y el ratonero gris (título original en inglés: Fafhrd and the Gray Mouser) son dos héroes seminales que aparecen en historias de espada y brujería escritas por el autor estadounidense Fritz Leiber (1910-1992). Son los protagonistas de las que probablemente sean las historias más conocidas de Leiber. Uno de los motivos de Leiber para crearlos fue tener un par de héroes fantásticos más parecidos a la naturaleza humana real que otros personajes ficticios como Conan el Bárbaro (de Robert E. Howard) o Tarzán (de Edgar Rice Burroughs).
Fafhrd es un alto y fuerte bárbaro nórdico de casi 2,10 m de estatura, hábil con la espada y con el canto. El ratonero gris es un pequeño y voluble ladrón, conocido antes como Ratón, de menos de 1,5 m de estatura, hábil y letal con la espada (a menudo llevando una espada en una mano y una daga en la otra), y que fue anteriormente aprendiz de mago, conservando aún cierta habilidad en la magia. Fafhrd habla como un romántico, pero en la práctica su fuerza y pragmatismo son las que terminan ganando, mientras que el aparentemente cínico ratonero tiene propensión a mostrar brotes de sentimentalidad en momentos inesperados. Ambos son pícaros, viviendo en un mundo decadente en el que solo los cínicos y despiadados pueden sobrevivir. Pasan gran parte de su tiempo bebiendo, festejando, coqueteando con mujeres, ocupados en peleas, robos y con el juego, y a veces son quisquillosos con quien contrata sus espadas. Sin embargo, son compasivos y, sobre todo, disfrutan de tener aventuras verdaderas.
Leiber basó los personajes vagamente en sí mismo y en su amigo, el escritor Harry Otto Fischer (1910-1986). Fischer fue quien los creó inicialmente en una carta a Leiber en septiembre de 1934, dándole nombre al mismo tiempo a su ciudad natal de Lankhmar. En 1936 Leiber terminó la primera novela corta de Farfhrd y el ratonero gris, Adept's Gambit (Gambito del adepto), y empezó a trabajar en una segunda The Tale of the Grain Ships (El cuento de los barcos de cereales). De manera simultánea, Fischer estaba escribiendo el comienzo de The Lords of Quarmall (Los señores de Quarnall). Adept's Gambit no sería publicado sino hasta 1947, mientras que The Lords of Quarmall fue completado por Leiber y publicado en 1964, y The Tale of the Grain Ships se habría de convertir en el prototipo para Scylla's Daughter (La hija de Scylla, 1961). Después vendría la novela The Swords of Lankhmar (Las espadas de Lankhmar, 1968).  
Las historias de estos dos personajes solo estaban ligeramente conectadas hasta 1960, cuando Leiber las organizó cronológicamente y agregó material adicional en preparación a su publicación como libros de bolsillo. Comenzando en su juventud, ambos conocen por separado a sus respectivas amantes, luego se conocen entre ellos, y pierden a sus amantes en la misma noche, lo que explica al mismo tiempo su amistad y la adolescencia atrofiada de sus estilos de vida. Sin embargo, en historias posteriores, los dos maduran y aprenden de liderazgo y eventualmente se enamoran de nuevas mujeres en la isla Escarcha (parecida a Islandia). Leiber había contemplado continuar el ciclo más allá de este punto, pero murió antes de poder concretarlo.

## Ambientación
Con excepción de una historia ambientada en la Tierra, la mayoría de las historias esta ambientadas en el mundo ficticio de Nehwon, ("ne hwon" que es "Nowhen", no-cuándo, escrito al revés, un guiño al Erewhon de Samuel Butler). La mayoría transcurre en o cerca de la ciudad principal, Lankhmar. Se le describe como «un mundo igual y distinto al nuestro». Analistas sobre el tema de Newhon creen que este mundo podía tener la forma de una burbuja, flotando en las aguas de la eternidad. 
La tecnología en Nehwon varía entre la Edad del Hierro y el Medioevo. Leiber escribió sobre los habitantes de Lankhmar que: «Pueden imaginarse como los romanos o pensarse que son parecidos, si puedo usar tal término, a los medievales meridionales». Sobre el tema de sus tierras orientales escribió: «piensen en los sarracenos, árabes, partos, incluso los asirios. Montan camellos y elefantes, y usan mucho el arco».
Las series incluyen muchos personajes extraños y estrafalarios. Los dos más influyentes, y alguien diría, los que más problemas causan a los protagonistas, son sus consejeros mágicos, Ningauble de los siete ojos y Sheelba de la cara sin ojos. Ambos llevan a los héroes a sus más interesantes y peligrosas aventuras.

## Historia
El primer cuento apareció en Unknown en 1939, y el último en The Knight and Knave of Swords (El caballero y la sota de espadas) en 1988. Aunque Leiber acreditó a su amigo Harry Otto Fischer como autor de los personajes, fue Leiber quien escribió casi todas las historias: 10,000 palabras de The Lords of Quarmall se deben a Fischer al principio del desarrollo del ciclo; fue completada por Leiber en 1964. 
Fischer escribió también The Childhood and Youth of the Gray Mouser (La niñez y juventud del Ratonero gris), publicada en 1978. El tono y estilo varían considerablemente, pero casi todo contiene el mismo sentido de humor negro, que oscila entre lo sutil y lo basado en personajes pitonescos. 
Las historias han sido reunidas en las series de la espada:
1. Espadas y demonios (colección 1970)
  1. "Inducción" (viñeta 1957, Dos que buscaron aventura)
  2. Las mujeres de la nieve (novela 1970 Fantastic)
  3. "El grial impío" (novela 1962 Fantastic)
  4. Aciago encuentro en Lankhmar (novela corta 1970 F&SF) Narra como se conocen Fafhrd y el Ratonero, esta historia ganó un premio Nébula y un premio Hugo.
2. Espadas contra la muerte (colección 1970, aumentada y revisada de Dos que buscaron aventura 1957)
  1. "La maldición del círculo" (1970, primersa publicación)
  2. "Las joyas en el bosque" (novela corta, 1939 Unknown)
  3. "La casa de los ladrones" (novela corta, 1943 Unknown)
  4. "La costa desolada" (1940 Unknown)
  5. "La torre aullante" (1941 Unknown)
  6. "La tierra hundida" (1942 Unknown)
  7. "Los siete monjes negros" (novela corta 1953 Other Worlds)
  8. "Garras de la noche" (novela corta 1951 Suspense como «Venganza negra»)
  9. "El precio del dolor" (1970, primera publicación)
  10. "El bazar de lo extraño" (novela corta 1963 Fantastic)
3. Espadas entre la niebla (colección 1968)
  1. "La nube del odio" (1963 Fantastic)
  2. "Malos tiempos en Lankhmar" (novela corta 1959 Fantastic)
  3. "Su amante, el mar" (1968, primera publicación)
  4. "Cuando el rey del mar está ausente" (novela corta 1960 Fantastic)
  5. "La bifurcación equivocada" (1968, primera publicación)
  6. Gambito de adepto (novela corta 1947, en la colección Night's Black Agents)
4. Espadas contra la magia (colección 1968)
  1. "En la tienda de la bruja" (1968, primera publicación)
  2. "Stardock" (novela corta 1965 Fantastic)
  3. "Los dos mejores ladrones de Lankhmar" (1968 Fantastic)
  4. Los señores de Quarmall (novela 1964 Fantastic), con Harry Otto Fischer
5. Espadas de Lankhmar (novela 1968—primera parte publicada como La hija de Scylla (novela 1961 Fantastic))
6. Espadas y hielo mágico (colección 1977)
  1. "La tristeza del verdugo" (1973, en Flashing Swords! #1, ed. Lin Carter)
  2. "La belleza y las bestias" (viñeta 1974, en El libro de Fritz Leiber)
  3. "Atrapados en el país de las sombras" (1973 Fantastic)
  4. "la carnada" (viñeta 1973 Whispers)
  5. "Bajo la tumba de los dioses" (1975 Fantastic)
  6. "Atrapados en el mar de estrellas" (1975, en Segundo libro de Fritz Leiber)
  7. "Cumbre helada" (novela corta 1976, en Flashing Swords! #3, ed. Lin Carter)
  8. Isla de Rime (novela 1977 Cosmos SF&F Magazine) (las dos últimas publicadas juntas como Rime Isle por Whispers Press en 1977)
7. El caballero y la sota de espadas (colección 1988)
  1. "Mar mágico" (1977 Dragon)
  2. "La mar" (novela corta 1983, en Heroes and Horrors)
  3. La maldición de los pequeños y las estrellas (novela 1983, en Heroic Visions)
  4. El ratonero desciende (novela 1988, primera publicación, partes editadas como "The Mouser Goes Below" (1987 Whispers) y "Slack Lankhmar Afternoon Featuring Hisvet" (1988 Terry’s Universe, ed. Beth Meacham))

En 2009 Strange Wonders de Benjamin Szumskyj incluyó los primeros capítulos de El cuento de los barcos cerealeros, escrito en 1930. Ese fragmento inconcluso describe al ratonero gris en Roma durante el reinado del emperador Claudio.
- Los primeros seis libros del ciclo fueron reimpresos en una colección uniforme por Gregg Press,
- El cuento corto de Harry Otto Fischer Niñez y juventud del ratonero gris se publicó en 1978 en la revista The Dragon #18.
- La colección fue continuada por Robin Wayne Bailey en Espadas contra el país de las sombras (novela, 1998).
- La colección «El bazar de lo extraño», ilustrada por Stephan Peregrine, reunió las tres obras favoritas de Fafhrd y el ratonero gris: El bazar de lo extraño, Nube de odio y Malos tiempos en Lankhmar.
- Una escena de sexo de Las espadas de Lankhmar, censurada por el editor Don Wollheim fue publicada en Fantasy Newsletter #49 de julio de 1982.[3]

### Ediciones colectivas
Se publicaron varias ediciones colectivas:
- Club del libro de ciencia ficción: The Three of Swords (1989; libros 1–3) y Swords' Masters (1989; libros 4–6).
- White Wolf: Encuentro aciago en Lankhmar (1995; libros 1 y 2, con una nueva introducción por Michael Moorcock y «Fafhrd y yo» de Fritz Leiber), Malos tiempos en Lankhmar (1996; libros 3 y 4, con una nueva introducción por Karl Edward Wagner), Regreso a Lankhmar (1997; libros 5 y 6, con una nueva introducción por Neil Gaiman), y Despedida de Lankhmar (1998;libro 7; la edición de tapas duras omite los últimos siete capítulos de "La maldición de los pequeños y las estrellas")
- Obras maestras de la fantasía de Orion/Millennium: Primer libro de Lankhmar (2001; libros 1 a 4) y Segundo libro de Lankhmar (2001; libros 5 a 7).

### Adaptaciones a historietas
En 1972 Fafhrd y el ratonero gris comenzó su incursión por el mundo de la historieta, al publicarse en Mujer Maravilla #202 junto al personaje del título y Catwoman en un guion del premiado escritor de ciencia ficción Samuel R. Delany. En 1973 DC Comics comenzó una serie titulada Sword of Sorcery con el dúo de personajes. La historieta tuvo guion de Denny O'Neil y dibujo de Howard Chaykin,
Walt Simonson y Jim Starlin; el proyecto, bien recibido, duró sin embargo solamente cinco ediciones. Los guiones incluían adaptaciones de El precio del dolor, Casa de ladrones , La nube del odio , así como argumentos originales. 
En 1991  Epic Comics publicó un libro de historietas en cuatro ediciones sobre siete cuentos o novelas de Leiber: Encuentro aciago en Lankhmar (edición 1), La torre aullante (edición 2),El precio del dolor y El bazar de lo extraño (edición 3), Malos tiempos en Lankhmar y Cuando el rey del mar está lejos (edición 4). Las historietas se hicieron con guion de Howard Chaykin, que dibujó varias ediciones de la serie anterior de DC, y el texto de Mike Mignola, cuyo Hellboy tiene frecuentemente un aire similar a la obra de Leiber. Mignola también hizo las portadas y las ilustraciones para la colección de White Wolf. Esta serie fue reeditada por Dark Horse Comics en una edición en rústica publicada en marzo de 2007.
Marvel Comics creó su propia versión de Fafhrd y el ratonero gris, cuando introdujo la Era Hiboria, Fafnir y su compañero Blackrat en las historietas de Conan. El par de personajes se parecían mucho, y Roy Thomas, que escribió las historietas originales de Conan, no mantuvo en secreto su intención de crear personajes como tributo a la obra de Fritz Leiber.

### Juegos
En 1937 Leiber y su amigo y colega Harry Otto Fischer crearon un complejo juego de guerra ambientado en el mundo de Nehwon, que Fischer ayudó a crear. Luego crearon un juego simplificado titulado «Lankhmar», que fue un lanzamiento de TSR Inc. en 1976. Este es un raro caso de juego adaptado de una obra literaria y organizado por los mismos creadores de la obra. 
Nehown y algunos de sus habitantes más interesantes, son descriptos en el suplemento inicial de Dungeons & Dragons, Deidades y semidioses, y las mismas historias tuvieron una influencia significativa en el juego de rol Dungeons & Dragons.
En 1986 Fafhrd y el ratonero gris fueron presentados en un conjunto de aventuras 1-1 «Dragonsword de Lankhmar» . Un jugador controlaba a Fafhrd y a Ratonero gris: ambos trataban de encontrar una espada mágica bajo el altar en Lankhmar. El otro jugador controlaba asesinos del gremio de los ladrones locales, que tratan de matar al dúo.

## Las armas de Fafhrd y el ratonero gris
Fafhrd utiliza comúnmente una espada cuyo nombre es Graywand, una enorme espada que es capaz de blandir con una sola mano (por necesidad, en las historias posteriores). También lleva un puñal llamado Heartseeker (Busca corazones) y un hacha de mano corta que nunca ha recibido nombre. Para combatir desde la distancia lleva arco y flechas, que usa efectivemente mientras cabalga o en el mar, y que puede usar a pesar de su discapacidad final (pierde una mano). El ratonero, que en una de las historias es llamado el "mejor espadachín del mundo," pelea también con un par de armas: una espada ropera o sable llamada Scalpel, y un dirk llamado Cat's Claw (la garra del gato). Este último, que se equilibra para ser lanzado, lo esconde frecuentemente en su espalda, y el original tenía una curvatura muy sutil. Como la pareja suele ser despojada de sus propiedades, estos son los nombres que se aplican a cualquiera de las armas utilizadas a lo largo del ciclo y no necesariamente a una arma en específico. No son, en lo absoluto, armas mágicas, sino que quienes las llevan son muy hábiles en su uso. El ratonero también es experto con la honda y, en tanto fue aprendiz de mago, puede hacer algunos encantamientos muy pequeños, especialmente mientras está en un duelo.